# 武雄温泉楼門
武雄温泉楼門（たけおおんせんろうもん）は、佐賀県武雄市にある建築物。天平式楼門と呼ばれ、釘を一本も使っていない独創的な建築物。国の重要文化財。所在地は佐賀県武雄市武雄町武雄7425番地。

## 沿革
明治以降、観光温泉街として発展した武雄温泉の拠点として、武雄温泉楼門の建設が計画された。設計者は辰野金吾で、1914年11月20日に上棟、翌1915年4月12日に落成した。楼門は、建築面積119.96㎡、両側面翼屋付で、本瓦葺のいわゆる竜宮門とよばれる形式の門に、桟瓦葺の翼屋を張り出している。伝統的な和風意匠を基調としながら、細部の意匠や架構等に、当時としては新しい試みが見られる。釘を一本も使用していないことで知られる。また、当時の建築界をリードしていた建築家の辰野が関与した数少ない和風建築でもある。2005年7月22日に国の重要文化財に指定された。
2013年の保存修理工事で、2階天井部から4つの干支の彫絵（子・卯・午・酉）が発見された。これらは、東京駅のドーム天井にある8つの干支の彫絵を合わせると、12支が揃うようになっている。設計者辰野金吾の遊び心だとされている。
（但し、楼門の当初の設計図では楼門はそれぞれ向きの異なる3棟が建築される予定で、その3棟に4つずつの干支を配し楼門だけで十二支が完結する構想があり、それ故に東京駅の8つの干支とは直接の関係はないのではという考察もある）

## 周辺
- 武雄温泉
  - 武雄温泉新館 - 武雄温泉楼門と同じ年に落成した建築物。辰野金吾設計。資料館になっている。

## アクセス
- 佐世保線武雄温泉駅より徒歩約10分。